# Негруль Олександр Михайлович
Олекса́ндр Миха́йлович Не́груль (нар. 25 грудня 1900, Полтава — пом. 25 липня 1971, Москва) — радянський вчений в галузі генетики і селецкії винограду, доктор сільськогосподарських наук з 1938 року, професор з 1940 року, голова секції виногдарства ВАСГНІЛ, член-кореспондент Італійської академії виноградарства і виноробства.

## Біографія
Народився 25 грудня 1900 року в Полтаві. Навчався в прогімназії в Сочі і в гімназії в Одесі, яку закінчив в 1919 році. 1925 року закінчив Одеський сільськогосподарський інститут зі спеціальністю виноградаря, після чого був залишений при кафедрі виноградарства спочатку лаборантом, потім молодшим викладачем. Крім того, був зарахований виноградарем навчального господарства «Червоний хутір». Працюючи викладачем і виноградарем навчгоспу з 1926 по 1929 рік, в той же час успішно закінчив аспірантуру при кафедрі генетики та селекції під керівництвом професора А. О. Сапєгіна.
З 1931 року працював на посаді завідувача відділу селекції у знову організованому Всесоюзному науково-дослідному інституті виноградарства і виноробства в Тбілісі. З 1932 року — у Всесоюзному науково-дослідному інституті рослинництва в Ленінграді, спочатку вчений-спеціаліст відділу селекції вегетативно розмножуваних рослин, а з 1934 року завідувач секції виноградарства. В цілому пропрацював у цьому інституті 18 років, з яких 8 — під керівництвом М. І. Вавілова. У 1938 році в Середньоазіатському університеті в Ташкенті захистив докторську дисертацію на тему: «Генетичні основи селекції винограду».
З 1944 року завідувач кафедри виноградарства, виноробства і субтропічних культур Московської сільськогосподарської академії імені К. А. Тімірязєва.
Помер в Москві 25 липня 1971 року. Похований в колумбарії на Новодівочому цвинтарі.

## Наукова діяльність
Вченим були виконані дослідження з теорії та методики селекції винограду, вивчення місцевих і селекції нових сортів винограду. Створена генеалогічна класифікація винограду, яка значно розширила знання по еволюції, генетиці та біології виноградної лози. Зробив внесок у створення капітальної праці «Ампелографія СРСР», сортове районування винограду в СРСР, організацію нових зон виробництва шампанського в Середній Азії, розвиток столового виноградарства. Автор більше 300 наукових праць, 16 нових сортів винограду. Серед праць:
- Генетические основы селекции винограда. — М., 1936;
- Селекция винограда в СССР. — М., 1955 (у співавторстві);
- Виноградарство с основами ампелографии и селекции. — 3-е изд. — М., 1959;
- Подбор земель и сортов для виноградников. — М., 1964 (у співавторстві);
- Виноградарство и виноделие. — М., 1968;
- Ампелография с основами виноградарства. — М., 1979 (у співавторстві)

## Відзнаки
- Сталінська премія за 1948 рік (за виведення сортів винограду Перемога, Ранній ВІРа, Мускат узбекистанський[1]);
- Заслужений діяч науки РРФСР з 1965 року;
- орден Леніна;
- медаль «За доблесну працю у Великій Вітчизняній війні 1941—1945 рр.»[1];
- велика срібна та золота медалі ВДНГ;
- дві Почесні грамоти Верховної Ради Узбецької РСР.

## Вшанування пам'яті
- На честь вченого названий столовий сорт винограду Пам'яті Негруля;
- В Москві, на вулиці Прянішнікова, 6, на будівлі, де з 1944 по 1971 рік працював вчений, встановлено гранітну меморіальну дошку[2].